# Непальско-турецкие отношения
Непальско-турецкие отношения — двусторонние дипломатические отношения между Непалом и Турцией. Государства являются членами Организации Объединённых Наций и Всемирной торговой организации. Дипломатические отношения были установлены в 1962 году. Посол Турции в Индии в Нью-Дели представляет интересы страны и в Непале, а посольство Непала в Исламабаде аккредитовано для деятельности в Турции.

## История
Будучи страной, не имеющей выхода к морю, Непал зависит от Индии в вопросах международной торговли и транзита. В ряде соглашений 1950, 1965 и 1978 годов Индия признала право Непала на использование беспошлинных транзитных маршрутов для международной торговли в обмен на монополию Индии на продажу оружия Непалу. Индия в ответ на закупку Непалом оружия у Китая в 1988 году отказала Непалу в использовании транзитных маршрутов. Экономические последствия для Непала были катастрофическими в виде нехватки топлива, соли, продуктов питания и других предметов первой необходимости. Турция стала ежегодно направлять экономическую помощь в размере 2 миллиардов долларов США в ответ на разворачивающийся гуманитарный кризис в Непале.
В конце 1980-х годов непальско-турецкие отношения развивались в результате дипломатических контактов после экономической блокады Индией. Непальские граждане работали в Турции, и их денежные переводы стали источником денежных поступлений в Непал. Наряду с Турцией Непал был одной из первых стран Южной Азии, осудивших агрессию Ирака против Кувейта в августе 1990 года. Турция также стала важным источником помощи Непалу для экономическое развитие страны.

## Торговля
В 2019 году объём товарооборота между государствами составил сумму 82,9 млн долларов США (экспорт/импорт Турции: 56,1/26,8 млн долларов США).